# Viento del norte
Viento del norte és una pel·lícula espanyola dirigida el 1954 per Antoni Monplet i Guerra, amb un guió basat amb la novel·la homònima d'Elena Quiroga que va guanyar el Premi Nadal de novel·la el 1950. El seu protagonista, Enrique Álvarez Diosdado fou guardonat amb la Conquilla de Plata al millor actor al I Festival Internacional de Cinema de Sant Sebastià.

## Argument
Álvaro és l'amo del pazo A Sagreira a Galícia que porta una vida monòtona i avorrida dedicada a l'estudi. S'enamora de la seva serventa Marcela, a qui la seva mare va abandonar al pazo. Les males llengües diuen que està maleïda i la fan responsable de totes les desgràcies. Finalment es casen, però Álvaro comença a sospitar d'ella, ja que ella ha acceptat el matrimoni simplement perquè li ho ha demanat el seu amo i no és en peu d'igualtat. Un accident de cotxe que a la llarga provoca la mort d'Àlvaro mostrarà a Marcela que l'estima de debò.

## Repartiment
- Enrique Álvarez Diosdado - Àlvaro
- Maria Piazzai - Marcela
- Isabel de Pomés - Rosalía
- María Francés - Hermínia
- Rafael Arcos - Daniel
- Mario Berriatúa - Jorge
- Rafael Calvo - Don Enrique